# Grettel Barboza
Grettel Barboza Salazar  (San José, 6 de septiembre de 1956) es una deportista costarricense que practica Tiro deportivo. Fue seleccionada para competir por Costa Rica en los Juegos Olímpicos del 2004, terminando en la posición número 35 en la modalidad de pistola de aire a 10 metros.
Barboza, de 47 años de edad, fue la única tiradora elegida para el equipo costarricense en la modalidad de pistola de aire a 10 m para mujeres en la Olimpiada de Verano en el 2004 en Atenas, Grecia. La ISSF y el COI otorgaron una invitación al país para que ella participara, habiendo cumplido con la calificación requerida en la competencia mundial en Atlanta, Georgia en Estados Unidos tres años atrás, con 367 puntos de 400. Barboza obtuvo 368 puntos de 400 en la competencia olímpica, cantidad con la cual empató en puntuación con las tiradoras latinoamericanas Amanda Mondol de Colombia y Margarita Tarradell de Cuba, en el puesto número treinta y cinco de la tabla final.